# 부모님과 이혼하는 방법
《부모님과 이혼하는 방법》(영어: The Family Fang)은 2015년 공개된 미국의 코미디 드라마 영화이다. 제이슨 베이트먼이 연출하였으며, 케빈 윌슨의 동명 소설을 원작으로 한다.

## 줄거리
남매인 배우 애니와 소설가 백스터는 정교한 장난이 특기인 행위 예술가 부모님이 실종되자 행방을 찾아나선다.  

## 출연
- 니콜 키드먼 - 애니 팽 역
  - 테일러 로즈 - 어린 애니 팽 (18세) 역
  - 매켄지 스미스 - 어린 애니 팽 (13세) 역
- 제이슨 베이트먼 - 백스터 팽 역
  - 카일 도너리 - 어린 백스터 팽 (16세) 역
  - 잭 매카시 - 어린 백스터 팽 (11세) 역
- 크리스토퍼 워컨 - 케일럽 팽 역
  - 제이슨 버틀러 하너 - 젊은 케일럽 팽 역
- 메리앤 플렁킷 - 커밀 팽 역
  - 캐스린 한 - 젊은 커밀 팽 역
- 프랭크 하츠 - 더넘 경관 역
- 해리스 율린 - 호바트 왁스먼 역
- 조시 파이스 - 프리먼 역
- 그레인저 하인스 - 헤일 보안관 역
- 로비 탠 - 아든 역
- 마이클 처너스 - 케니 역
- 게이브리얼 이버트 - 조지프 역
- 에디 미첼 - 루커스 역
- 패트릭 미첼 - 라이너스 역
- 린다 이먼드 - 델러노 양 역
- 스콧 셰퍼드 - 미술 평론가 역
- 찰리 색스턴 - 치킨 퀸 매니저 역
- 젠 테일러 - 간호사 랠프 부인 역 (크레디트 미기재)